# Використання фосфорних бомб під час вторгнення Росії в Україну
Під час вторгнення Росії в Україну у 2022 році українська влада неодноразово звинувачувала Росію у використанні фосфорних бомб: у боях за Київ та Краматорськ у березні, а також проти оборонних на металургійному заводі «Азовсталь» у Маріуполі у травні. Своєю чергою Міністерство оборони Росії стверджувало, що Збройні сили України використовували фосфорні боєприпаси при обороні аеродрому Гостомель наприкінці лютого.
Незалежні експерти, опитані ЗМІ, заявляли про брак даних, щоб однозначно встановити тип боєприпасів, що застосовуються.

## Регулювання та застосування
Саме використовування запальної зброї, включно з білим фосфором, не заборонено Женевськими конвенціями, але обмежено Протоколом III Конвенції про конкретні види звичайної зброї. Цей протокол забороняє застосування будь-якої запальної зброї проти цивільних осіб та об'єктів, а також її застосування в районі зосередження цивільного населення за допомогою доставлення повітрям та у випадках коли військовий об'єкт невідділений чітко від зосередження цивільного населення і не прийняти усі можливі заходи для обмеження запальної дії та зведення до мінімуму випадкових жертв серед цивільного населення, поранення цивільних осіб та пошкодження цивільних об'єктів. Крім запальних боєприпасів, фосфор можна використовувати в димових боєприпасах, призначених для створення димових завіс, що маскують свої війська або засліплюють противника.
Білий фосфор спалахує при взаємодії з киснем, виділяючи при горінні велику кількість диму. Військові можуть використовувати завісу для маскування пересування військ. Однак, хімічні характеристики речовини роблять фосфорні бомби особливо небезпечними: температура горіння фосфору — 800—2500 °C; він прилипає до різних поверхонь, включаючи шкіру та одяг; палаючу субстанцію важко загасити. Білий фосфор може викликати глибокі опіки аж до кісток, залишки речовини в тканинах можуть спалахнути повторно після початкового лікування. Військовим лікарям, зазвичай обмеженим медичними ресурсами, складно надати своєчасну та повноцінну допомогу постраждалим. Навіть жертви, які вижили після опіків, можуть померти від відмови органів через токсичність білого фосфору. Крім того, пожежі, викликані запалювальними снарядами, можуть руйнувати цивільні будівлі та майно, завдавати збитків посівам та худобі. Такі гуманітарні організації, як Human Rights Watch, закликають уряди включити фосфорні боєголовки до переліку заборонених Конвенцією ООН про конкретні види звичайної зброї.
Попри небезпеку, на 2022 рік Конвенція про хімічну зброю не відносила до такої фосфорні бомби. Неурядові міжнародні організації фіксували їхнє застосування під час військових конфліктів у Сирії, Афганістані, секторі Газа, а також інших зонах бойових дій. Однак використання фосфорних бомб поблизу населених пунктів або цивільних осіб є воєнним злочином, оскільки гуманітарне право вимагає дотримання вибірковості військових атак. Командування має розрізняти цивільних і солдатів, і навіть цивільні і військові об'єкти, що неможливо з використанням таких снарядів у населених пунктах.

## Під час російського вторгнення 2022 року
25 березня 2022 року у зверненні до лідерів НАТО президент України Володимир Зеленський звинуватив російських військових у застосуванні фосфорних снарядів проти мирного населення: «Сьогодні вранці, до речі, було застосовано фосфорні бомби. Російські фосфорні бомби. Знову було вбито дорослих, знову було вбито дітей». Наприкінці місяця про обстріл Краматорська запальними снарядами із фосфором повідомляв заступник начальника київської поліції. У ЗМІ з'явилися фото, де видно характерні спалахи над Києвом. Хоча на той момент факт використання фосфорних снарядів не підтверджено незалежними організаціями, експерти допускали таку можливість. Імовірно, до застосування небезпечної зброї російську владу підштовхнули активний український опір та слабкий прогрес наступу.
Заступник міністра оборони України Ганна Маляр заявила, що уряд розпочав перевірку щодо інформації, що надходить, про можливе застосування хімічної зброї, до якої вона зокрема відносить і фосфорні бомби, при блокаді Маріуполя. Голова адміністрації Донецької області та український політик Павло Кириленко підтвердив, що бачив повідомлення про те, що на околицях Маріупольського металургійного заводу безпілотник скинув невідомий вибуховий пристрій, троє людей відчули себе погано та були госпіталізовані. Підтримувані Росією сили ДНР спростували факт застосування забороненої зброї у Маріуполі.
У середині травня українська сторона звинуватила російські сили в атаці запальними та фосфорними бомбами 9М22С маріупольського металургійного комбінату «Азовсталь». Підтвердженням цього було відео з характерними спалахами над територією заводу, яке розмістив у соціальних мережах командувач проросійської самопроголошеної Донецької республіки Олександр Ходаковський. На той момент ряд мирних жителів, які раніше ховалися на заводі, були евакуйовані за підтримки Міжнародного комітету Червоного Хреста та ООН. Тим не менш, на території залишалося близько тисячі українських солдатів, російські сили перекрили всі шляхи евакуації з Маріуполя.
Західні експерти розійшлися на думці, чи обстріл «Азовсталі» є фактом використання фосфорних боєприпасів або звичайних термітних снарядів 9М22С на основі магнієвого сплаву. Російське командування не коментувало, яка зброя була використана для атаки. У російських ЗМІ висловлювалося припущення, що у відео з «Азовсталі» відображені снаряди системи «Град» з піротехнічним наповнювачем, а не фосфорні бомби.
Це ж відзначили й індійські експерти: вони пояснюють, що ймовірно було використано запальні снаряди 9М22С, розроблені НВО «Сплав» у 1971 році на основі уламково-фугасного боєприпасу 9М22. Замість осколково-фугасної бойової частини ракета 9М22С несе бойову частину 9Н510, що містить 180 окремих запалювальних елементів. Ці запалювальні елементи, призначені для займання рослинності, складських споруд або палива, складаються з шестикутних призм, виготовлених з магнієвого сплаву, відомого як МЛ5, заповнених піротехнічним складом, подібного до терміту. Кожен елемент має номінальну довжину 40 мм та ширину 25 мм та час горіння не менше 2 хвилин. Зазначається також, що дія цих запальних, а також звичайних освітлювальних боєприпасів (особливо вночі) зовні часто схоже на застосування фосфорних боєприпасів, але вони не є ними.
Українські політики назвали російських нападників військовими злочинцями, порівнюючи їхні дії з діями нацистів. 16 травня прокуратура України розпочала розслідування можливого застосування запальної зброї проти захисників «Азовсталі».